# Parque cultural del río Vero
El parque cultural del río Vero se encuentra al pie del Pirineo central entre la sierra de Guara y el Somontano en la provincia de Huesca en España. Su zona septentrional forma parte del parque natural de la Sierra y los Cañones de Guara y la meridional corresponde al tránsito a la Depresión del Ebro. Debido a su diversidad geográfica el parque cultural del río Vero comprende una gran variedad de ecosistemas y paisajes, desde las sierras prepirenaicas a la depresión del Ebro. El agua ha configurado los paisajes y el relieve. A ello se suma la actividad humana ejercida durante siglos.
Está formado por nueve municipios vertebrados por el río Vero: Adahuesca, Alquézar, Azara, Barbastro, Bárcabo, Castillazuelo, Colungo, Pozán de Vero y Santa María de Dulcis. Tiene una extensión de 245,5 km² y 18 000 habitantes.

## El patrimonio cultural del parque

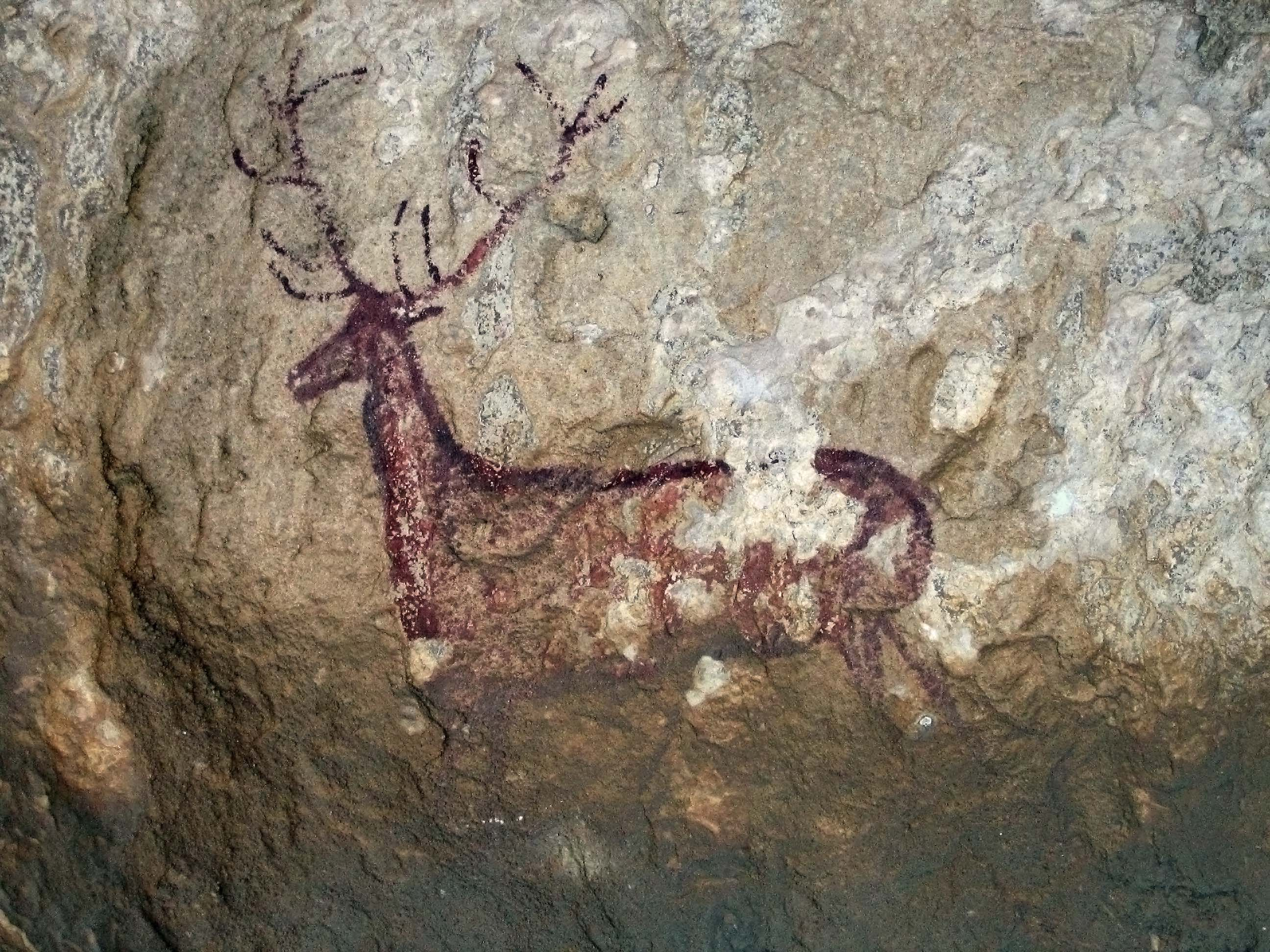
El ciervo del abrigo de Chimiachas

El parque cuenta con un rico patrimonio natural, cultural, etnográfico y arqueológico destacando dólmenes y el arte rupestre prehistórico. Agrupados en un espacio geográfico reducido coexisten más de 60 abrigos con pinturas rupestres al río Vero y en sus barrancos aledaños formando parte del conjunto del Arte rupestre del arco mediterráneo de la península ibérica declarado Patrimonio de la Humanidad por la UNESCO en el año 1998.
- Predominan las pinturas del estilo esquemático con un 85 %, manifestaciones propias de las sociedades sedentarias agro-pastoriles del Neolítico.
- Luego siguen las del estilo levantino con un 14 %, manifestaciones propias de las sociedades cazadoras-recolectoras del Mesolítico.
- Solo un 1% tiene la factura de los cazadores del Paleolítico Superior.

El centro del Arte Rupestre del Río Vero en Colungo organiza visitas guiadas a algunos abrigos de pinturas rupestres.

## El patrimonio etnográfico del parque

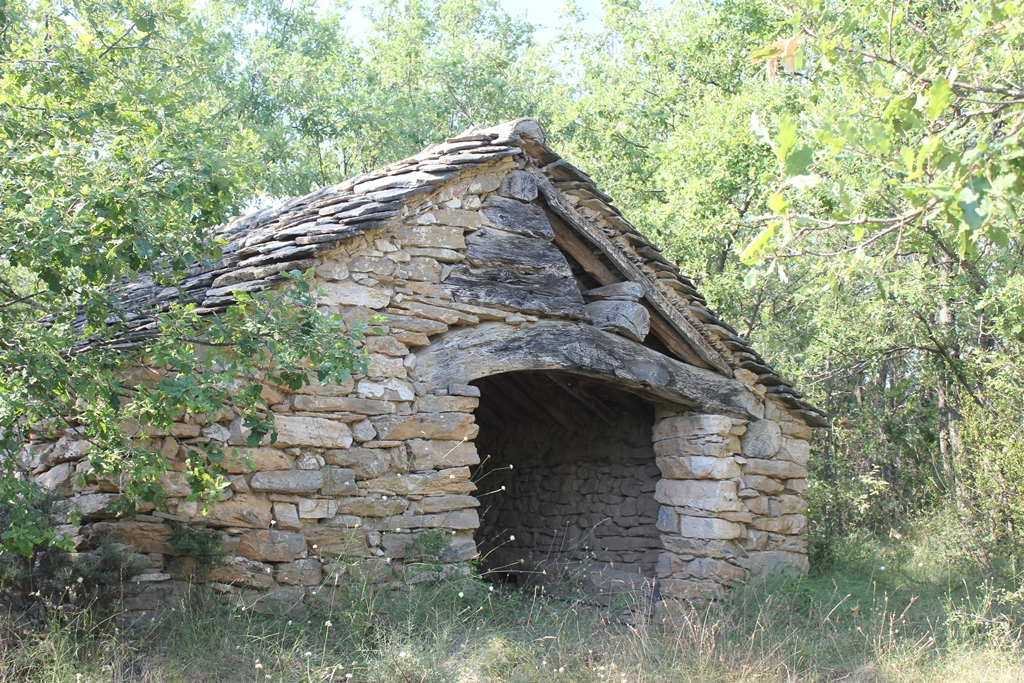
Caseta de pastor en Lecina

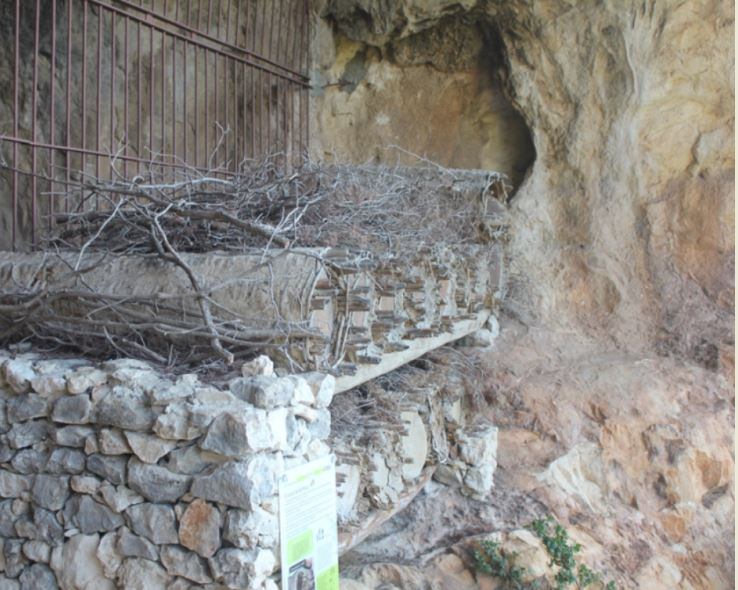
Arnales en los abrigos de Barfaluy

Muchos elementos de la cultura popular del parque cultural del río Vero destacan por su valor etnográfico y su perfecta integración en el paisaje como arnales, esconjuraderos, casetas de pastor, molinos, puentes y casas tradicionales.